# Ruwiel
Ruwiel is een voormalige gemeente in de Nederlandse provincie Utrecht. Het grondgebied van Ruwiel is sinds 2011 onderdeel van de gemeente Stichtse Vecht. Op haar grondgebied lagen het dorp Nieuwer Ter Aa en de buurschappen Oud-Aa en Portengense Brug. De gemeente telde voor haar opheffing in 1964 ongeveer 900 inwoners.

## Kasteel Ruwiel
De gemeente heeft haar naam te danken aan de Van Ruwiels, die hier het gelijknamige kasteel bewoonden. De naam Ruwiel komen we voor het eerst tegen aan het begin van de dertiende eeuw. Feitelijk was het niet veel meer dan een grote, versterkte buitenplaats langs het riviertje de Aa, net ten noorden van de huidige verzorgingsplaats aan de overzijde van de snelweg.
Het kasteel stamt uit begin dertiende eeuw, mogelijk 1226. Hier woonde de familie Ruwiel tot circa 1315 en later de familie Van Mijnden tot midden zestiende eeuw. Daarna hebben er nog enkele personen gewoond totdat het kasteel in 1673 (na het Rampjaar, het begin van de Hollandse Oorlog) door de Fransen werd verwoest.
Van het kasteel Ruwiel is slechts een omgracht, enigszins ovaal eiland met een doorsnede van ongeveer 35 meter over, net buiten Nieuwer ter Aa. Ruwiel kwam in 1536 al voor in de eerste lijst van ridderhofsteden.

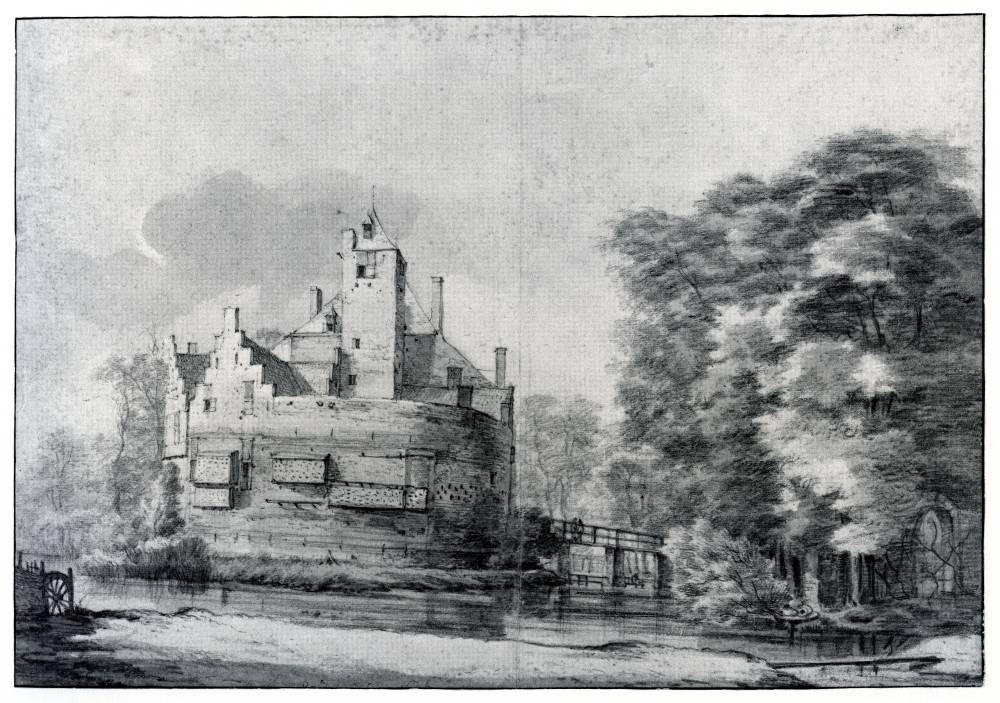
Kasteel Ruwiel: naar Oost-Indische inkttekening door R.Roghman in het Museum Teyler, Haarlem

## Gerecht Ruwiel
De naam Ruwiel verwees niet alleen naar het kasteel, maar ook op een gerecht, een stuk grond waarover de Van Ruwiels rechtspraken. Het gebied bestond enerzijds uit een stukje van het oude land rond het kasteel langs de rivier de Aa. Daarnaast werden er rechten verworven in de veenontginningen in de polder Oud Aa en de polder Kortrijk. Van 1798 tot 1801 was Ruwiel samen met een ongeveer tien andere gerechten samengevoegd tot Breukelen. Van 1801 tot 1812 was de oude toestand hersteld. Per 1 januari 1812 werden de gerechten opnieuw samengevoegd tot een gemeente Breukelen.

## Gemeente Ruwiel
Op 1 januari 1818 werd er uit de voormalige gerechten Ruwiel, Breukelerwaard en Ter Aa een nieuwe gemeente gevormd. In de middeleeuwen was Ter Aa in twee delen uiteengevallen, waarvan het ene deel in de loop der tijd deel was gaan uitmaken van het gerecht Loenersloot-Oukoop-Ter Aa en het andere deel zelfstandig was gebleven. Dit zelfstandige deel was dus in 1818 een onderdeel geworden van de gemeente Ruwiel. Het deel, dat deel uitmaakte van Loenersloot vormde echter geen geheel met Loenersloot, waardoor deze gemeente uit drie afzonderlijke gedeelten bestond. Omdat dit een ongewenste situatie was, kwam er in 1828 een zodanige uitruil van gebied tot stand, dat Loenersloot een geheel ging vormen.
Per 1 januari 1964 is de gemeente opgegaan in de gemeenten Breukelen en Kockengen. Deze gemeenten zijn op 1 januari 2011 op hun beurt opgegaan in de gemeente Stichtse Vecht.
Ruwiel is de geboorteplaats van Pieter Oussoren. Hij bracht in een tijdspanne van 30 jaar de Naardense Bijbel tot stand. Deze werd in 2004 gepubliceerd. Er verschenen een aantal regionale edities. In november 2008 waren dit een Dordtse Bijbel én een Ruwielse Bijbel. De Naardense Bijbel kreeg vanaf 2007 nog meer regionale edities. De tekst van de Naardense Bijbel is in de regionale edities niet gewijzigd. 

## Literatuur

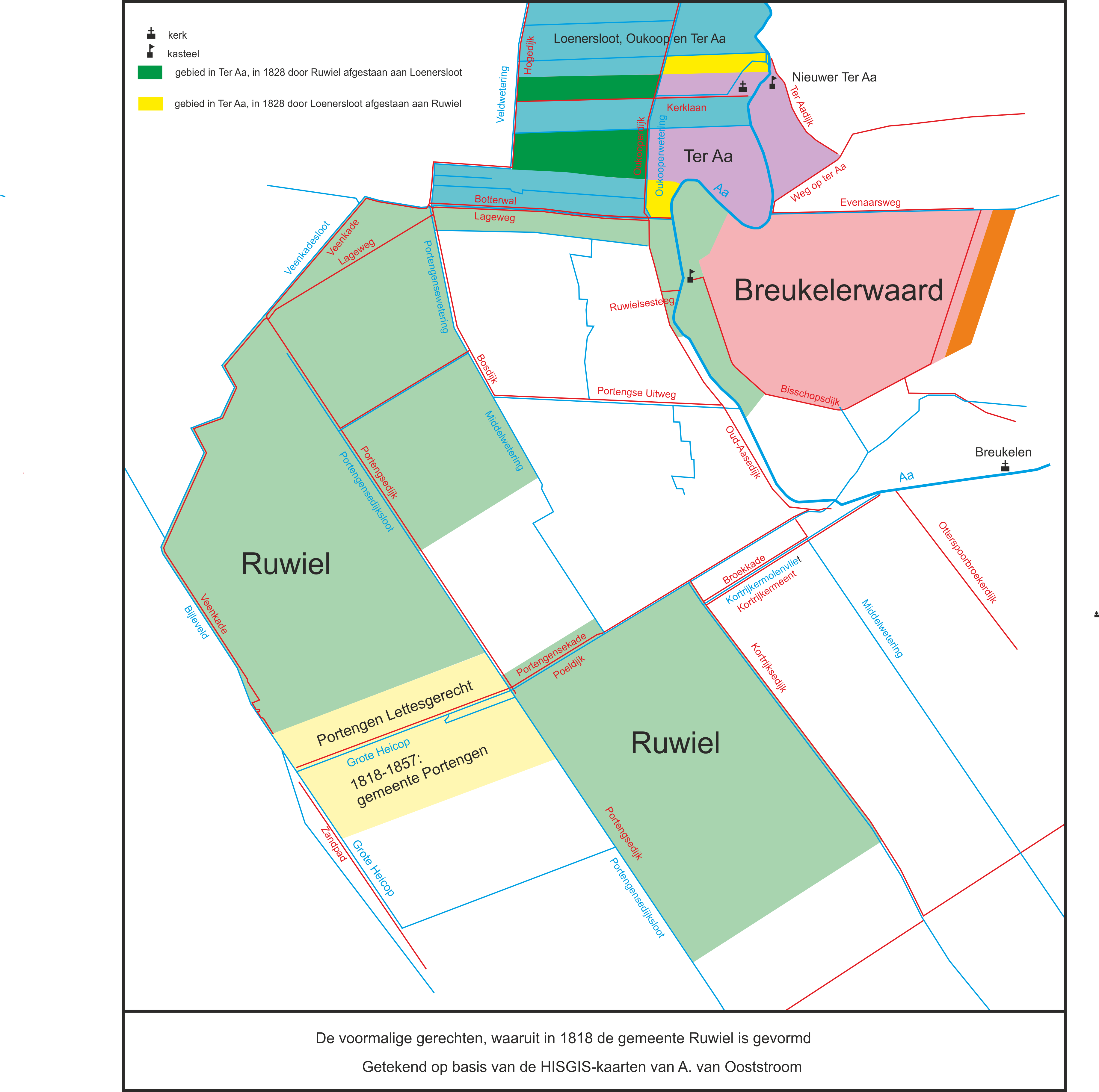